# Kunak
Kunak (en serbe cyrillique: Кунак) est un village de l'ouest du Monténégro, dans la municipalité de Nikšić.

## Démographie

### Évolution historique de la population[1]
| 1948 | 1953 | 1961 | 1971 | 1981 | 1991 | 2003 |
| ---- | ---- | ---- | ---- | ---- | ---- | ---- |
| 153  | 96   | 82   | 81   | 38   | 20   | 20   |